# Oramia mackerrowi
Oramia mackerrowi là một loài nhện trong họ Agelenidae.
Loài này thuộc chi Oramia. Oramia mackerrowi được Brian John Marples miêu tả năm 1959.